# Lara Tadiotto
Lara Tadiotto (Somerset West, 23 april 1971) is een Belgische golfprofessional.

## Levensloop
Tadiotto werd geboren in Zuid-Afrika en groeide op in Zaïre en daarna in België. 
Als amateur werd Tadiotto tweemaal kampioene in België en won het Omnium in 1992 en 1993. Daarnaast won ze ook tweemaal de Challenge Louise Van den Berghe.
Op 28 oktober 1993 werd ze professional. Sinds 1994 heeft zij een tourkaart voor de Ladies European Tour (LET). Ze won het Mauritius Open in Afrika, en eindigde regelmatig in de top 10. 
Nadat er kankercellen in haar hand waren gevonden en zij daarvoor behandeld was, kwam zij terug en eindigde in 2003 69ste op de Ladies European Tour. Begin 2004 werd ze Golfer van het Jaar van België. Haar beste jaar op de Ladies Tour was in 2004, toen ze in de top 50 van de Order of Merit eindigde. Haar coach is haar broer Yuri Tadiotto.
Van 2003 tot 2005 was ze assistent-professional op de Golf du Bercuit. Ze kwam daarvoor van de Golf Club l'Empereur. In 2010 werd zij head-pro op de Royal Amicale Anderlecht Golf Club. Daarnaast haalde zij de finale van de Tourschool, eindigde net buiten de top-30 maar zal toch een aantal toernooien op de Ladies Tour kunnen spelen.
Lara Tadiotto is sinds 2009 ambassadeur van Stichting Muco, die onderzoek doet naar cystische fibrose. Zij nam dit over van Nicolas Colsaerts.

#### Gewonnen
- Mauritius Open